# Zbór Kościoła Adwentystów Dnia Siódmego w Opolu
Zbór Kościoła Adwentystów Dnia Siódmego w Opolu – zbór adwentystyczny w Opolu, należący do okręgu opolskiego diecezji południowej Kościoła Adwentystów Dnia Siódmego w RP. 
Pastorem zboru jest Artur Dżaman. Nabożeństwa  odbywają się w kościele przy ul. Żeromskiego 6 w soboty o godz. 10:00. 